# Operat
Operat – pisemne opracowanie danego zagadnienia technicznego.
Przykładowe operaty
- ewidencyjny
- geodezyjny
- gleboznawczej klasyfikacji gruntów
- gospodarki odpadami
- hydrologiczny
- kolaudacyjny
- leśny
- losowania
- rybacki[1]
- szacunkowy (określający wartość nieruchomości)
- środowiskowy
- techniczny
- wodnoprawny
- zimowego utrzymania dróg
- przeciwpożarowy